# Zapatos de rubíes
Los zapatos de rubíes (en inglés: ruby slippers), conocidos en Hispanoamérica como zapatillas de rubí y en España como chapines de rubíes, son el calzado que Judy Garland lució en la película El mago de Oz (1939). 
Debido a su estatus de culto, los zapatos se hallan entre los objetos más valiosos de la historia del cine. Para el largometraje se creó un número indeterminado de zapatos de rubíes, conociéndose actualmente la existencia de cinco pares, uno de ellos robado de un museo en 2005 aunque recuperado en 2018. En el libro El maravilloso mago de Oz (1900), escrito por L. Frank Baum y en el que se basa la película, la protagonista, Dorothy Gale, lleva zapatos plateados; el color fue cambiado a rojo por el guionista Noel Langley con el fin de sacar el máximo partido al entonces novedoso proceso de Technicolor, utilizado en aquella época en proyectos de alto presupuesto.

## Historia

### Elaboración
Los zapatos fueron diseñados por Gilbert Adrian, jefe de vestuario de la Metro-Goldwyn-Mayer. Inicialmente se crearon dos pares en diferentes estilos: el «par árabe de prueba» era «un motivo árabe salvajemente enjoyado, con puntas rizadas y tacones», el cual fue descartado en las pruebas de vestuario puesto que no encajaba con la imagen de una joven granjera de Kansas, mientras que el segundo par fue aprobado con una ligera modificación ya que los canutillos rojos del diseño original resultaron ser demasiado pesados, por lo que fueron reemplazados por alrededor de 2300 lentejuelas en cada zapato. Se cree que se elaboraron al menos seis o siete pares del diseño final; de acuerdo con Mervyn LeRoy: «Debemos haber tenido cinco o diez pares de esos zapatos». La responsable de vestuario que trabajó en el largometraje afirmó a su vez que se habían fabricado «seis pares idénticos», de los cuales al menos cuatro aparecieron en el filme. Rhys Thomas especula que el calzado fue facturado probablemente por Joe Napoli, de la Western Costume Company, si bien los pares no fueron fabricados al mismo tiempo, sino que eran elaborados a medida que se necesitaban. Garland pidió un par medio número más grande debido a que sus pies tendían a hincharse levemente por las tardes a causa de los ensayos y las filmaciones matutinas (según Thomas, «todos los zapatos de rubíes están entre las tallas 5 y 6, variando entre los anchos B y D»). Los cuatro pares supervivientes del diseño final fueron realizados a partir de escarpines de seda blanca procedentes de la Innes Shoe Company de Los Ángeles; en aquel entonces numerosos estudios cinematográficos utilizaban zapatos de seda blanca lisa debido a que eran baratos y fáciles de teñir. Al parecer la mayor parte del calzado empleado por las actrices del largometraje consistió en zapatos de Innes con tacones de distinto tamaño y tinte diferente para combinar con el resto del atuendo puesto que en el interior de cada zapato derecho se conserva un sello dorado o plateado en relieve o bien una etiqueta de tela con el nombre de la empresa. Para la fabricación de los zapatos de rubíes, el calzado fue teñido de rojo y posteriormente se adhirió organza en tono burdeos con lentejuelas en la parte superior y el talón de cada zapato. El entonces novedoso sistema Technicolor requería que las lentejuelas fuesen más oscuras que la mayoría de las actuales ya que en caso de ser claras se hubiesen visto de color naranja en cámara. Dos semanas antes del inicio del rodaje, Adrian añadió a cada zapato un lazo de cuero rojo estilo art déco en forma de mariposa; cada uno de los lazos posee tres cristales grandes de color rojo en forma de rectángulo con canutillos en rojo oscuro, todo ello delineado con pedrería a base de cristales rojos en monturas plateadas (los cristales y los canutillos fueron cosidos a los lazos y posteriormente a la organza del zapato). A mayores, tres pares cuentan con fieltro naranja pegado a las suelas el cual tenía como función amortiguar el sonido de Garland al bailar.
Uno de los pares, conocido como «los zapatos de la gente» («the People's Shoes»), se halla en exposición en el Smithsonian; este par está compuesto sin embargo por zapatos pertenecientes a otros pares puesto que el izquierdo es una talla 5C y el derecho una 5BC (los compañeros de estos zapatos componen otro par, en consecuencia también desparejado, que fue robado en 2005 y recuperado en 2018). Otro par, utilizado únicamente para los primeros planos, se encuentra en mejores condiciones de conservación que los otros dos y parece de una calidad superior (ambos zapatos carecen de fieltro en la suela y tienen escrito en el forro «#7 Judy Garland»). De acuerdo con la Biblioteca del Congreso de Estados Unidos: «Se cree ampliamente que fueron usados principalmente para primeros planos y posiblemente la escena culminante donde Dorothy golpea los tacones»; varios arañazos circulares en las suelas apoyan esta teoría, mientras que la ausencia de fieltro indica que tal vez este par es el que se usó en la escena en la que los zapatos desaparecen de los pies de la Bruja del Este ya que en dicha secuencia las suelas son visibles, circunstancia que le valió el sobrenombre de «zapatos de la bruja» («Witch's Shoes»). El último par conocido es tal vez el que se creó específicamente para Bobbie Koshay, doble de Garland; esto se debe a que la talla de los zapatos es una 6B y, sobre todo, a que en el forro pone «Doble» («Double») en vez de «Judy Garland». Sin embargo, también se cree que este calzado, anteriormente propiedad de Roberta Bauman y hoy en poder de David Elkouby, es en realidad el segundo par que se fabricó, lo que igualmente explicaría que en ellos figure la palabra «Doble», si bien estos zapatos habrían sido usados tanto por Garland como por Koshay. Cabe destacar que muchos de los zapatos del guardarropa personal de Garland eran de la talla 61⁄2, aparte de que la actriz aparece calzando este par en concreto en varias fotos tomadas tras concluir el rodaje en 1939.

### Hechos posteriores

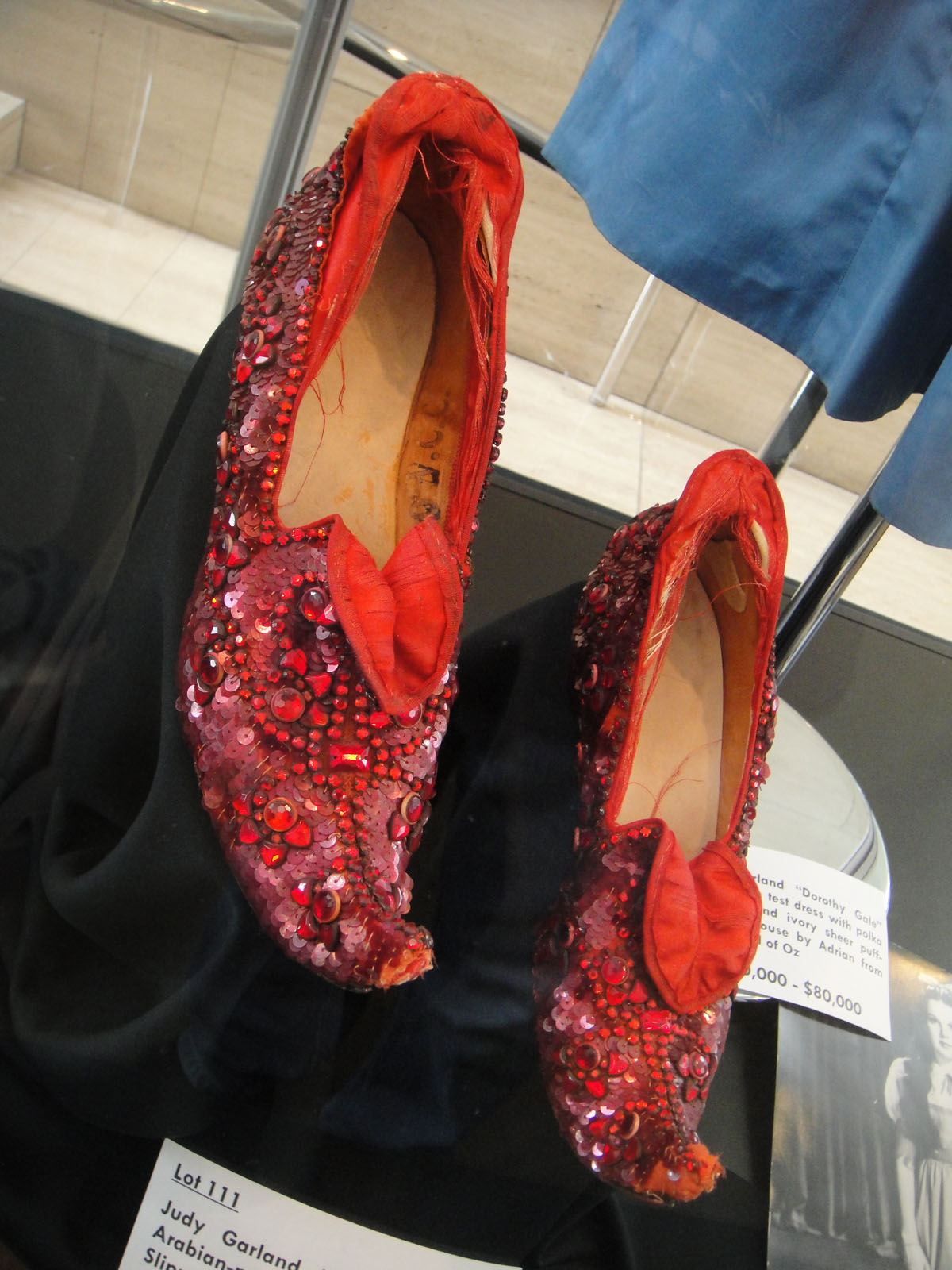
Versión de estilo árabe en la subasta de la colección de Debbie Reynolds en Beverly Hills el 16 de junio de 2011.

Durante muchos años los estudios no tuvieron ningún tipo de cuidado con los trajes, accesorios, guiones y demás elementos vinculados a las películas que producían, sin ser conscientes del alto valor que acabarían teniendo en el futuro. A menudo los empleados se llevaban estos objetos como recuerdo sin permiso, sabedores de que a los directivos no les importaba esta sustracción de material. Uno de los casos más notorios fue el del diseñador Kent Warner, quien reunió una gran colección privada de la que sacó considerables beneficios económicos en ventas; fue Warner quien encontró los zapatos de rubíes en febrero o marzo de 1970 mientras ayudaba a la MGM a organizar una subasta. Estos habían sido almacenados en el sótano del departamento de vestuario, convirtiéndose uno de los pares en la pieza estrella de la subasta, si bien el mejor par, de la talla 5B, se lo quedó la propia MGM para sí mientras que el resto fueron aparentemente vendidos. Uno de los pares subastados por el estudio (de la talla 5C) fue adquirido por $15 000 por un abogado en representación de un cliente anónimo; se cree que este par es el que se halla actualmente en exhibición en el Museo Nacional de Historia Estadounidense, en el Smithsonian, pese a la inisistencia del donante de no revelar su identidad. Brent Glass, director del museo, acudió el 23 de enero de 2008 a The Oprah Winfrey Show con los zapatos e informó a Oprah de que «fueron llevados por Judy Garland durante sus rutinas de baile en el camino de ladrillos amarillos debido a que hay fieltro en la base de estos zapatos» (Thomas defiende sin embargo que todos los pares menos uno tenían fieltro en las suelas). Para 2016 estos zapatos estaban siendo víctimas de un avanzado deterioro, motivo por el que el museo procedió a recaudar fondos para financiar su conservación. Otro par fue propiedad inicialmente de una mujer de Tennessee llamada Roberta Bauman (1922-2009), quien los ganó al quedar segunda en el concurso de un Club Nacional Cuatro Estrellas llamado «Nombra las mejores películas de 1939». En 1988 la casa de subastas Christie's vendió estos zapatos por $150 000 más $15 000 en concepto de prima al comprador a Anthony Landini, empleado de The Walt Disney Company, quien empezó a exhibir el calzado en los Disney's Hollywood Studios, concretamente en la esquina de The Great Movie Ride, cuya fachada tenía como temática el Grauman's Chinese Theatre. Visibles en la inauguración de la atracción en 1989, Landini subastó los zapatos en Christie's East el 24 de mayo de 2000 por $666 000 incluyendo la prima; el par fue vendido a David Elkouby y sus socios, dueños de Elkouby and Co., una serie de tiendas de recuerdos en Hollywood, donde se exhibe en la actualidad.
Respecto a los zapatos que Warner se quedó como recuerdo (los «zapatos de la bruja»), estos eran los que se hallaban en mejor estado de conservación. Warner los vendió en 1981 a un comprador anónimo a través de Christie's East por $12 000; dos semanas después de que Landini adquiriese los suyos, los zapatos vendidos por Warner fueron ofrecidos en privado por Christie's al postor que había quedado inmediatamente por detrás de Landini, Philip Samuels, de San Luis (Misuri). Samuels los compró por $165 000, mismo precio por el que Landini adquirió los suyos, y los utilizó para financiar organizaciones benéficas destinadas a niños, prestándolos a su vez al Smithsonian cuando eran reparados, estaban limpios o acababan de hacer una gira. Profiles in History anunció que este par sería la pieza más destacada de la subasta «Iconos de Hollywood», celebrada entre los días 15 y 17 de diciembre de 2011. En una entrevista, Joe Maddalena, jefe de Profiles in History, estimó un precio de venta de entre $2 y $3 millones; el calzado fue ofrecido por un precio de reserva de $2 millones el 16 de diciembre, quedando sin vender. Finalmente, el actor Leonardo DiCaprio y otros benefactores, entre ellos el director Steven Spielberg, hicieron posible que la Academia de Artes y Ciencias Cinematográficas adquiriese el par por un precio no revelado en febrero de 2012 para su museo, entonces aún sin inaugurar. Por su parte, Warner vendió otro par a Michael Shaw en 1970 el cual fue robado del Museo Judy Garland en Grand Rapids (Minnesota) la noche del 27 al 28 de agosto de 2005. En 2015, Associated Press publicó que un donante anónimo había ofrecido $1 millón como recompensa por cualquier información sobre el calzado, anunciando el FBI el 4 de septiembre de 2018 la recuperación de los zapatos (el 16 de marzo de 2023, un gran jurado federal acusó a un hombre de Minnesota de haber cometido el robo). Por último, en lo que respecta a los zapatos de estilo árabe, estos fueron propiedad de la actriz Debbie Reynolds, quien se los compró a Warner. Este par fue vendido por $510 000 (sin contar la prima al comprador) en la subasta de la colección de recuerdos del cine de Reynolds, celebrada en junio de 2011.

## Reproducciones

### Return to Oz
Los zapatos de rubíes juegan un papel trascendental en la película de Walt Disney Pictures Return to Oz (1985), para lo cual Disney tuvo que comprar a MGM los derechos para poder hacer uso de reproducciones. A diferencia de los originales, los zapatos de factura británica con tacón francés hechos a mano para el filme estaban cubiertos con cientos de cristales en rojo oscuro bañados en ácido sulfúrico para eliminar una capa de plata, fijándose al calzado con dos tipos de pegamento (líquido y en espray), pese a lo cual se despegaban continuamente durante el rodaje, motivo por el que varios tramoyistas tuvieron que ser contratados específicamente para barrer los cristales tras la filmación de las escenas (debido a sus cortas edades, las actrices Fairuza Balk, quien interpretaba a Dorothy, y Emma Ridley, quien encarnaba a la princesa Ozma, no eran capaces de jugar y saltar con tacones, por lo que se los quitaban entre cada toma). Para los lazos se utilizó una sencilla cinta de gorgorán roja con piedras adicionales, mientras que fue en la fase de posproducción cuando se añadió el característico brillo a los zapatos. En total se fabricaron siete pares para el largometraje: dos pares de la talla 3 para Ridley, tres de talla desconocida para Balk y dos de la talla 11 para Nicol Williamson, quien interpretó al rey Nome. En 1985 Disney donó un par para promocionar el filme, siendo los receptores una familia británica, la cual los vendió al productor y director Willard Carroll en una subasta en eBay en 2001.

### Western Costume Company
La Western Costume Company, con sede en Hollywood, afirma ser la fabricante de los zapatos de rubíes originales. Pese a que resulta altamente probable que la empresa hubiese sido contratada para elaborar muchos de los trajes de la película (entre ellos el vestido de Dorothy), no se conservan documentos que permitan verificar esta afirmación. En 1989, con el fin de conmemorar el 50.º aniversario del estreno del filme, la Western Costume Company creó las únicas reproducciones autorizadas. Fabricados con el molde original hecho a mano del pie de Garland y completamente cubiertos de lentejuelas y joyería, estos zapatos eran casi idénticos a los del largometraje. La compañía tenía en mente lanzar una edición limitada de 500 pares a un precio de $5000 cada uno, si bien el proyecto cambió tras venderse solo 16 pares, uno de los cuales alcanzó la cifra de $35 000 (incluyendo la prima al comprador) en una subasta el 25 de noviembre de 2013.

### Versiones conmemorativas
Para celebrar el 50.º aniversario del estreno del filme, Harry Winston, Inc. creó una par de zapatos de la talla 4 empleando «alrededor de 25 quilates de diamantes y 1500 quilates de rubíes»; valorados en $3 millones, ostentan el honor de ser los zapatos más caros del mundo. Del mismo modo, en la New York Fashion Week del otoño de 2008 Swarovski organizó un concurso con fines caritativos para conmemorar el 70.º aniversario de la película, con diecinueve diseñadores reelaborando los zapatos de rubíes, entre ellos Gwen Stefani, Diane von Fürstenberg y Moschino (Reynolds prestó la versión árabe del calzado para su exhibición en el evento). En 2019, Ikon Design Studio puso a la venta unos zapatos de rubíes oficiales; esta réplica tiene la talla de Garland (5B) y el nombre de la actriz escrito en el interior. Con una producción limitada a solo 250 unidades, cada par incluye una placa numerada así como una caja de cristal acrílico para su exhibición. Por su parte, una edición limitada de 1500 pares fue creada por Paragon FX Group para conmemorar los 100 años de los estudios Warner Bros., quienes poseen los derechos de la película junto con Turner Entertainment. 

## Legado

### Cine
La película de ciencia ficción Super Mario Bros. (1993) homenajea a El mago de Oz al incluir un calzado conocido como «Thwomp Stompers», el cual permite al portador volar tras golpear los tacones tres veces. Por su parte, una imitación de los zapatos de rubíes apareció en el largometraje The Master of Disguise (2002), mientras que otra réplica figura en una escena de la comedia de culto The Kentucky Fried Movie (1977). Así mismo, otra reproducción fue mostrada en Night at the Museum: Battle of the Smithsonian (2009), cuando el personaje de Kahmunrah tira los zapatos al descubrir que los rubíes son falsos.

### Televisión
En la serie de animación The Wizard of Oz (1990-1991), producida por DiC Animation City, los zapatos de rubíes poseen más poderes que en la película: no solo pueden repeler a la Bruja del Oeste cuando esta los toca, sino que tienen la capacidad de teletransportar a quien los lleve puestos (y a todos los que acompañen al portador) al lugar deseado, contando a su vez con otros atributos, entre ellos bloquear la visión de la bola de cristal de la bruja mientras estén brillando; repeler o revertir maleficios y energía mágica; hacer levitar un objeto y controlar su movimiento en el aire; y ajustar automáticamente su forma y tamaño para adaptarse al pie de su portador (el León Cobarde y Truckle, jefe del ejército de monos de la bruja, llegan a ponérselos por un breve espacio de tiempo). Durante toda la serie Dorothy se muestra inexperta con los poderes de los zapatos, utilizándolos solo como último recurso, lo que suele resultar en un escenario deus ex machina. 
En el episodio de la temporada 5 de Charmed titulado «Happily Ever After» (2002), Piper, tras ir al Castillo de Cuento de Hadas para derrotar a la bruja, regresa a casa usando los zapatos de rubíes. El calzado hace acto de presencia también en el episodio de la temporada 4 de Almacén 13 titulado «Fractures»; aparece brevemente en el baúl oscuro con aparente vida propia y acompañado por la risa de una bruja y algunas notas de «Over the Rainbow». Así mismo, el noveno episodio de Supernatural, «Slumber Party», muestra a Dorothy y a la Bruja del Oeste; Dorothy figura como una feroz luchadora que se da cuenta de que los zapatos son lo único capaz de matar a la aparentemente invencible hechicera. En un momento determinado admite no haber llegado a ponérselos por considerar «vulgar» el llevar el calzado de una bruja muerta, mientras que hacia el final del episodio, Charlie Bradbury los usa para matar a la hechicera, frustrando de este modo su plan de traer sus ejércitos a la Tierra y conquistar el mundo.

### Libros
The Ruby Slippers of Oz (1989), escrito por Thomas, trata sobre la historia de los zapatos y su vínculo con Warner, mientras que en el relato corto At The Auction of the Ruby Slippers (1994), de la antología East, West de Salman Rushdie, varios miembros de un mundo empobrecido asisten a una subasta para pujar por los zapatos de Dorothy con la esperanza de que sus poderes los ayuden a conseguir sus ambiciones políticas y personales. De acuerdo con la versión revisionista del cuento narrada en Wicked: The Life and Times of the Wicked Witch of the West (1995), novela de Gregory Maguire, los zapatos fueron entregados a Nessarose, la futura Bruja del Este, por su padre. El calzado fue creado con cuentas de cristal hechas a mano en las que se veían diferentes colores cuando la luz incidía en ellas, lo que proporcionaba a los zapatos un efecto camaleónico. Tras ser embrujados por el mejor amigo de Elphaba, la Bruja del Oeste, y compañero de Glinda, el Hada del Norte, se convierten en fuentes de poder que permiten a una Nessarose discapacitada levantarse y caminar sin ningún apoyo adicional. Para la adaptación musical, Wicked (2003), es la propia Elphaba quien embruja los zapatos, otorgándole a la lisiada Nessarose la capacidad de caminar sin una silla de ruedas.

### Música
La banda de rock progresivo Electric Light Orchestra hizo uso de un fotograma del filme para la carátula de su cuarto álbum de estudio, Eldorado (1974). La portada fue colocada por Sharon Osbourne (entonces conocida como Sharon Arden) y la imagen, correspondiente a la escena en que los zapatos repelen el contacto de la bruja, figura invertida.

### Videojuegos
En Wizard101 (2008), los zapatos son un objeto portable que se obtiene tras completar la misión «Not in Kansas Anymore»; una vez puestos, el jugador consigue un punto extra de resistencia a los hechizos mortales. Por su parte, en World of Warcraft existe un par de zapatos de tela del nivel 70 los cuales aparecen en el «Opera Event» ambientado en El mago de Oz, en Karazhan. Los zapatos funcionan de manera similar a la piedra de hogar con la que comienzan todos los personajes, lo que les permite teletransportarse desde su ubicación actual a la posada donde se encuentra la piedra de hogar, cuyo lema es «no hay lugar como el hogar», frase final de la película. Así mismo, el calzado forma parte de los doce «Elementos Fundacionales» del videojuego LEGO Dimensions (2015).